# Marinestützpunkt Cuxhaven
Der Marinestützpunkt Cuxhaven war ein Stützpunkt deutscher Seestreitkräfte in der Stadt Cuxhaven, der mit Unterbrechungen von 1905 bis 1991 bestand.

## Geschichte bis 1956

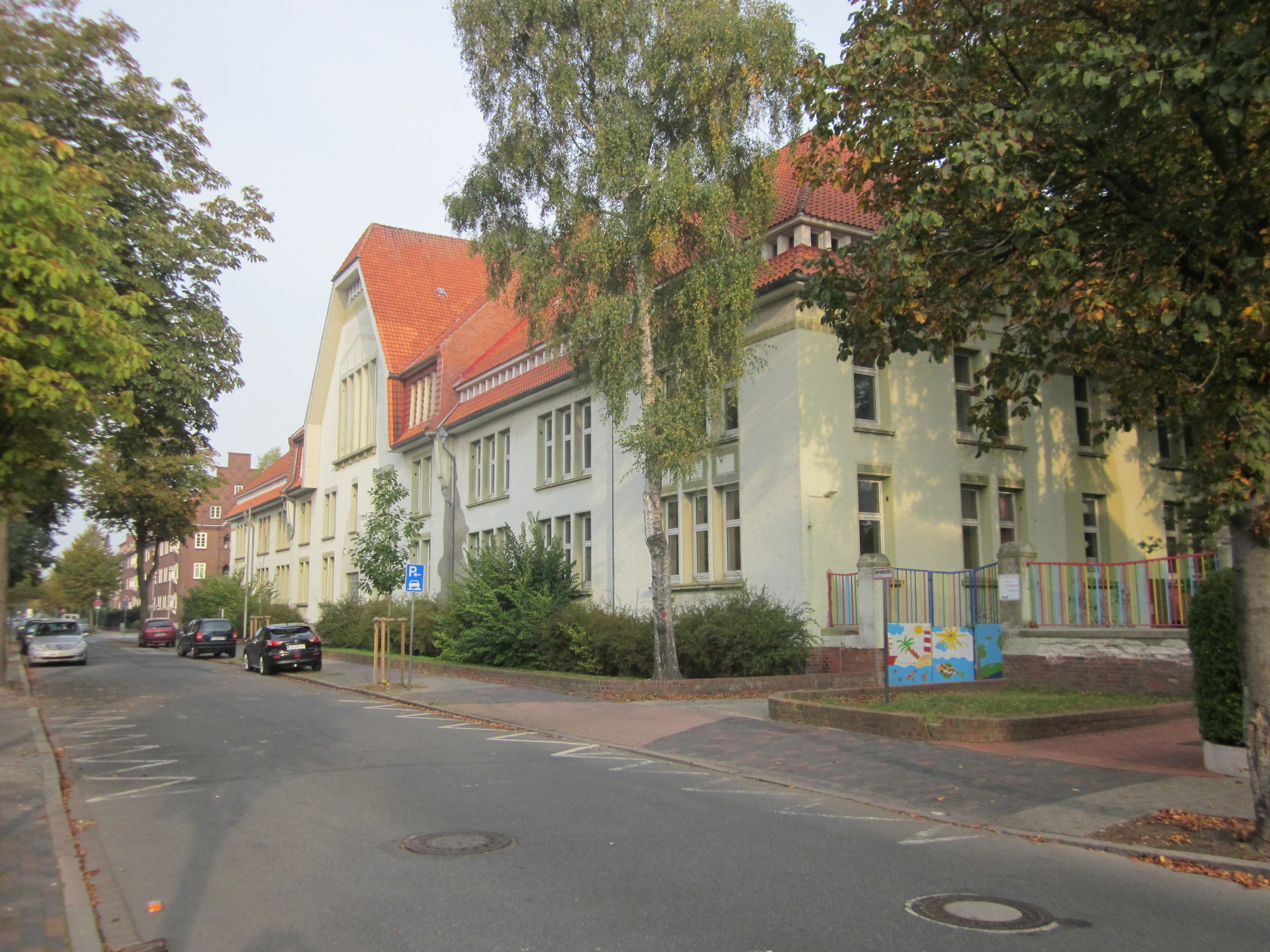
Ehemalige Kiautschou-Kaserne in der Gorch-Fock-Straße

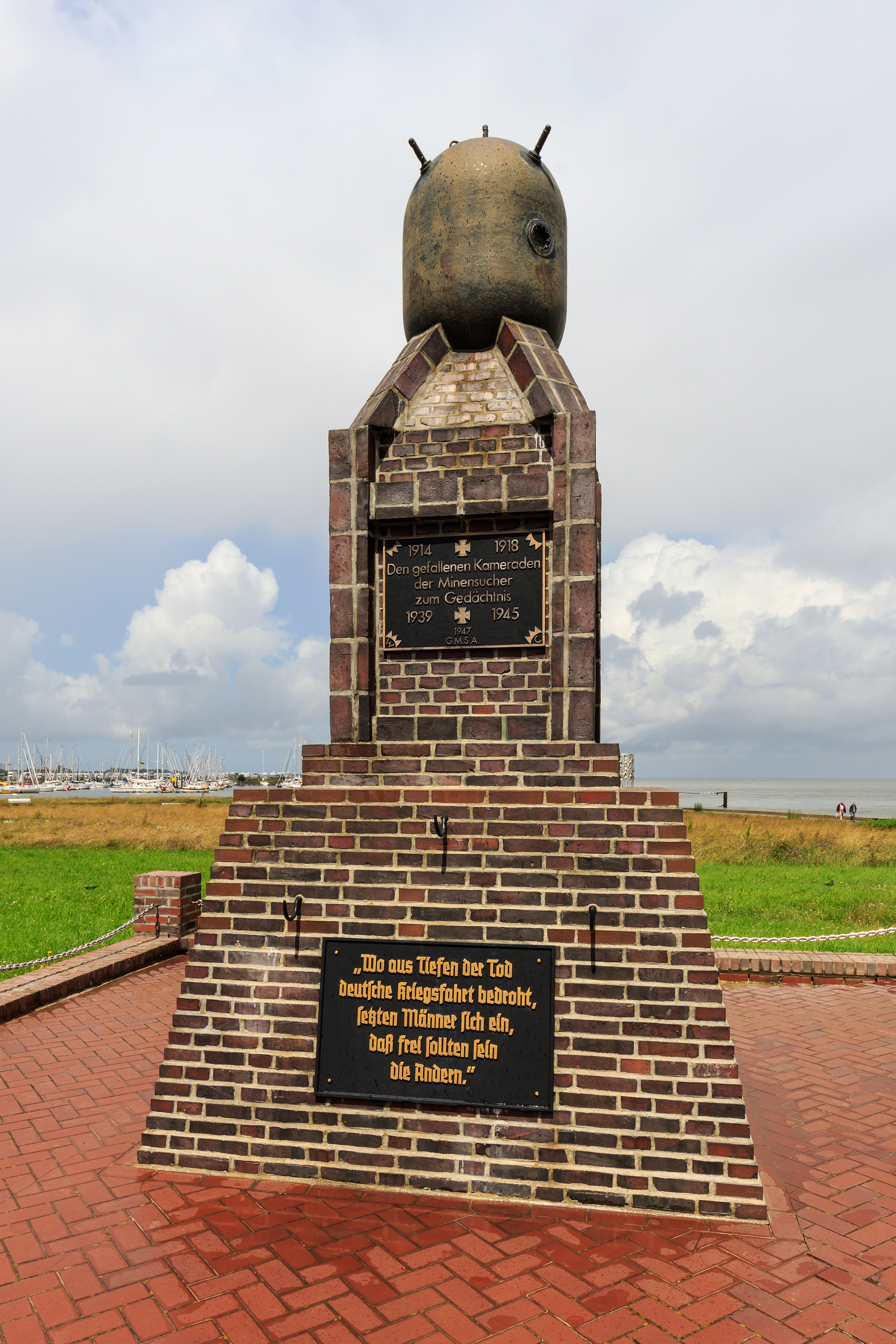
Minensucher-Denkmal von 1935

### Kaiserliche Marine, Erster Weltkrieg und Folgezeit
Cuxhaven verfügte bereits seit dem 19. Jahrhundert über Küstenbefestigungen. Für den Überseedienst insbesondere in Tsingtau war in der Kiautschou-Kaserne, später Marienkaserne (heute nach Konversion Wohn- und Gewerbegebiet), das III. Stamm-Seebataillon der Kaiserlichen Marine stationiert. Ab 1905 begann die Kaiserliche Marine mit dem Aufbau ihrer Minenstreitkräfte und stationierte zu diesem Zweck zunächst sechs Torpedoboote in Cuxhaven. Die Anzahl der Torpedo- und Minensuchboote in Cuxhaven stieg vor und während des Ersten Weltkriegs beständig an. Bei Kriegsende lagen etwa 300 Minenabwehrfahrzeuge in Cuxhaven, die in den folgenden Jahren die deutschen Gewässer von den Seeminen aus Weltkrieg räumten. Nachdem diese Aufgabe abgeschlossen war, wurden 1922 alle Kriegsschiffe aus Cuxhaven abgezogen. Die Stadt blieb jedoch mit der Küstenwehrabteilung IV unter dem Befehlshaber der Landstreitkräfte der Nordsee Standort der Reichsmarine.

### Kriegsmarine und Zweiter Weltkrieg
Im Zuge der Aufrüstung der Kriegsmarine vor dem Zweiten Weltkrieg wurden in Cuxhaven ab 1936 wieder Minensuchboote stationiert. Dafür wurde der Marinehafen im östlichen Teil des Amerikahafens bis 1938 ausgebaut und erhielt die offizielle Bezeichnung „Minensucherhafen“. Im Laufe des Krieges waren in Cuxhaven vor allem Minensuch- und andere Sicherungskräfte stationiert, die ab 1942 in der 5. Sicherungs-Division zusammengefasst wurden. Deren Hauptquartier befand sich auf dem in Cuxhaven liegenden Wohnschiff Helgoland.

### Nachkriegszeit
Wie nach dem Ersten Weltkrieg bestand nach dem Kriegsende 1945 eine große Gefahr durch Seeminen im Gebiet der Deutschen Bucht und der Mündungen der deutschen Flüsse in die Nordsee. Während nach der bedingungslosen Kapitulation der deutschen Wehrmacht die Alliierten deren Auflösung betrieben, wurden Teile der Kriegsmarine für die Räumung der Seeminen eingesetzt.
Dafür wurde der anfangs 27.000 Mann und 800 Fahrzeuge umfassende Deutsche Minenräumdienst gebildet. Aus der 5. Sicherungs-Division der Kriegsmarine wurde die 2. Minenräumdivision des DMRD mit Sitz in Cuxhaven gebildet. Sie bestand aus vier Minensuchflottillen, zwei Minenräumflottillen, einer Sperrbrecherflottille, einer Transportflottille, einem Netzräumverband, einer Nebelträgergruppe und diversen sonstigen Einsatzfahrzeugen.
Mit Jahresende 1947 wurde der Deutsche Minenräumdienst aufgelöst. Da zu diesem Zeitpunkt noch immer Minengefahr in der Nordsee bestand, wurde der Minenräumverband Cuxhaven aufgestellt, der aus zwölf Räumbooten und fünf weiteren Fahrzeugen bestand. Er war ein Teil der deutschen Zollverwaltung und stand unter britischer Aufsicht. Bereits am 30. Juni 1951 wurde er wieder aufgelöst, weil die U.S. Navy die Herausgabe der zwölf Räumboote für den eigenen Bedarf forderte. Die verbleibenden fünf Schiffe wurden einer neu aufgestellten Marinedienstgruppe der Royal Navy zugeteilt und nach kurzer Zeit außer Dienst gestellt.
Bereits kurz danach übernahm der neu aufgestellte deutsche Seegrenzschutz einen Teil der Stützpunkteinrichtungen. Im Oktober 1951 wurde im Lager Cuxhaven-Groden ein Sperrwaffen- und Munitionsdepot angelegt, und 1952 begann der Ausbildungsbetrieb der Seegrenzschutzstammabteilung in der Grimmershörn-Kaserne. Der Kommandeur dieser Abteilung war zugleich Stützpunktkommandeur Cuxhaven. Im März 1953 übernahm der Seegrenzschutz Teile des Minensucherhafens und stationierte dort eine Schulbootgruppe.

## Bundesmarine
Bei der Aufstellung der Bundesmarine im Jahr 1956 wurden weite Teile des Seegrenzschutzes übernommen. Der Stützpunkt Cuxhaven, der wegen der Folgenutzung nach Kriegsende anders als andere Stützpunkte weitgehend intakt geblieben war, bildete eine wichtige Basis beim Aufbau der Seestreitkräfte im Bereich der Nordsee.
Von Oktober 1956 bis April 1957 war der Fregattenkapitän Carl-Heinz Birnbacher erster Kommandeur des Marinestützpunktkommandos Cuxhaven. Kapitän zur See Klaus Scholtz war von Oktober 1960 bis März 1962 Kommandeur.

### Aufgaben, Organisation und Unterstellung
Zur Führung des Stützpunkts wurde am 1. Juli 1956 das Marinestützpunktkommando Cuxhaven aufgestellt, das truppendienstlich dem Marineabschnittskommando Nordsee unterstellt war. Von 1967 bis 1974 unterstand es der Marinedivision Nordsee, anschließend dem neu aufgestellten Marineabschnittskommando Nordsee.
Dem Marinestützpunkt oblag die Versorgung aller zum Stützpunktbereich gehörenden Kommandos und Einrichtungen und aller den Stützpunkt anlaufenden schwimmenden Einheiten. Hinzu kam zeitweise die Versorgung der Werftlieger im Weserbereich und die Planung für die Sicherung des Hafens Bremerhaven, der Küste und des Küstenvorfeldes. Für diese Aufgabe unterstand dem Stützpunktkommando zeitweise ein Küstenwachgeschwader.
Folgende Dienststellen und Kommandos waren dem Stützpunktkommando unterstellt:
- 2. Küstenwachgeschwader (1962–1964)
- Stützpunkt-Außenstelle Hamburg (1962–1968)
- Stützpunkt-Außenstelle Bremerhaven (1964–1969)
- Marinesanitätsstaffel Cuxhaven (ab 1966)

Am 1. Oktober 1969 wurde das Marinestützpunktkommando Cuxhaven aufgelöst und der Stützpunkt als Außenstelle zunächst dem Marinestützpunktkommando Wilhelmshaven und ab 1986 dem neu aufgestellten Marinestützpunktkommando Bremerhaven unterstellt. Er wurde zum 30. September 1991 aufgelöst. Die Hafenanlagen gingen in zivile Nutzung über.

### Unterstützte Verbände und Einheiten
Im Stützpunkt und im Standortbereich Cuxhaven waren eine Anzahl wechselnder Marineverbände und Einheiten stationiert, die durch den Stützpunkt unterstützt wurden, nicht jedoch dem Marinestützpunktkommando unterstanden. Dazu gehörten:
Stäbe
- Befehlshaber der Seestreitkräfte der Nordsee (1957–1962)
- Kommando der Minensuchboote (1957–1968)[A 1]
- Versorgungsflottille (1968–1994)

Schwimmende Verbände
- 1. Geleitgeschwader (1958–1960)
- 6. Minensuchgeschwader (1958–1969)
- 8. Minensuchgeschwader (1959–1962)
- 2. Geleitgeschwader (1959–1968)
- 2. Küstenwachgeschwader (1964–1968)[A 2]

Landtruppenteile
- Marineunteroffizierschule (Juli – September 1956)
- 2. Marinefernmeldeabteilung (1956–1964)[A 3]
- Marinefernmeldegruppe 22 (1956–2002), in Cuxhaven verbliebener Teil des Marinefernmeldeabschnitts 2
- Marinefernmeldegruppe 62 (1962–1976)